# All Your Fault: Pt. 2
All Your Fault: Pt. 2 es el tercer extended play de la estadounidense Bebe Rexha y el segundo en lo que se creía que sería la trilogía All Your Fault que se compondría de 3 EP de 6 canciones cada uno lanzados durante todo el año. Sin embargo se cambió la idea de la tercera parte por el álbum debut 'Expectations' finalmente lanzado en 2018. El EP se lanzó el 11 de agosto de 2017 y es una mezcla entre los estilos pop, dance y urban. El primer sencillo del álbum fue The Way I Are (Dance With Somebody) en colaboración con Lil Wayne, y como segundo sencillo Rexha anunció Meant to Be en colaboración con Florida Georgia Line, el cual también forma parte del primer disco de la cantante.

## Antecedentes
Al terminar la era All Your Fault: Pt. 1 con el fin de la gira All Your Fault Tour, Rexha había anunciado el lanzamiento de la segunda parte de All Your Fault para como máximo para el 28 de abril de 2017. Más tarde, con el lanzamiento del primer sencillo se esperaba para el 30 de junio o como más tarde para el 21 de julio. Estas fechas predicadas por los fanes de la cantante y los medios fueron catalogadas definitivamente como un rumor falso al anunciar que la segunda parte saldría el 11 de agosto.

## Promoción y Anuncio del EP
El 19 de mayo de 2017 se estrenaba The Way I Are en colaboración con el rapero Lil Wayne; alabado por algunos y odiado por otros. El 1 de junio de ese mismo año se estrenó el videoclip de dicha canción. Tras varias presentaciones de esta canción, el 29 de junio de 2017 Rexha anunció oficialmente el lanzamiento de All Your Fault: Pt. 2 vía sus diferentes redes sociales. Un poco antes del anuncio del EP, el 24 de junio, se anunció que la cantante colaboraría con el One Direction Louis Tomlinson en una canción llamada "Back To You" la cual podría estar incluida en AYF2. A partir del 30 de junio se pudo reservar el disco en ITunes y otras plataformas digitales. De momento el EP solo está disponible en formato de descarga digital pero se cree que posteriormente esté disponible en edición física tal y como hizo con su anterior trabajo discográfico All Your Fault: Pt. 1.
Fue anunciada una gira de conciertos junto con el cantante Marc E. Bassy para la promoción del álbum en Norteamérica, denominada Bebe & Bassy Tour.

## Lista de Canciones
| All Your Fault: Pt. 2 |                                                             | |                     |          |  |
| N.º                   | Título                                                      | Escritor(es) | Producer(s)         | Duración |  |
| 1.                    | «That's It» (featuring Gucci Mane and 2 Chainz)             | Bebe Rexha, Theron Thomas, Tauheed Heakeen Epps, Radric Delantic Davis                                                        | Murda Beatz         | 3:27     |  |
| 2.                    | «I Got Time»                                                | Rexha, Thomas | Stargate            | 3:50     |  |
| 3.                    | «The Way I Are (Dance With Somebody)» (featuring Lil Wayne) | Rexha, Joe Little, Jons Jerberg, Clarence Coffee Jr., Jacob Kasher, Dwayne Michael Carter Jr., Georg Merrill, Shannon Rubicam | Joel Little, Jeberg | 3:07     |  |
| 4.                    | «(Not) The One»                                             | Jason Gill, Jesper Borgen, Sara Hjellström                                                                                    | Gill                | 3:01     |  |
| 5.                    | «Comfortable» (featuring Kranium)                           | Rexha, Andrew Wotman, Alexandra Tamposi, Kranium                                                                              | Frank Dukes         | 3:24     |  |
| 6.                    | «Meant to Be» (with Florida Georgia Line)                   | Rexha, Tyler Hubbard, Josh Miller, David Garcia                                                                               | Garcia              | 2:43     |  |